# Dragutin Karlo Stipić
Dragutin Karlo Stipić (Subotica, 17. siječnja 1883. – u. ), bio je po struci odvjetnik, bivši subotički gradonačelnik i veliki župan, kulturni djelatnik bačkih Hrvata.
Rodio se u Subotici. Bio je nadodvjetnikom u gradskoj službi sve do 1926. godine. Nakon toga obnašao je dužnost velikog župana. Već sljedeće 1927., 20. svibnja postao je subotičkim gradonačelnikom, naslijedivši na tom mjestu omraženog Dragoslava Đorđevića. Do 1934. je godine bio jedinim subotičkim gradonačelnikom kojemu je položaj potvrđen i izborom. Bilo je to 9. prosinca 1927., kad ga je izabralo Gradsko predstvaništvo na tu dužnost. Gradonačelnikom je bio sve do 1929. godine.
Materijalno je pomagao akcije Bunjevačke matice. Vojna je obavještajna služba Kraljevine Jugoslavije o njemu 1934. izvijestila kao o osobi koja je spremna i na najveće materijalne žrtve za hrvatstvo i katoličanstvo. Naime, Dragutin Stipić je 1934. izjavio da će oporukom ostaviti cijeli svoju imovinu (kuću, zemlju, veliki iznos gotovine te oko 4000 komada obveznica ratne štete) za hrvatsko katoličku akciju.